# Hospital das Clínicas da Universidade Federal de Pernambuco
O Hospital das Clínicas da Universidade Federal de Pernambuco - HC-UFPE é um hospital universitário, público, certificado junto aos Ministérios da Educação e da Saúde. Oferece serviços assistenciais de referência à comunidade e ajuda a formar e a qualificar profissionais, atuando também como campo de produção científica.

## História
A ideia de criação de um hospital universitário no Recife foi apresentada em 19 de agosto de 1932 pelo acadêmico de medicina Miguel Archanjo do Nascimento, durante o 1º Congresso Médico-Acadêmico de Pernambuco:

Proponho que formulemos um voto fervoroso no sentido de ser criado no Recife o Hospital das Clínicas da Faculdade de Medicina e que o novo nosocômio, atendendo aos direitos formidáveis e incontestes do grande nome - propugnador da Faculdade - seja chamado Hospital das Clínicas Octavio de Freitas.
A pedra fundamental do Hospital das Clínicas, na Cidade Universitária, foi aposta em 1950. Ficou, no entanto, inacabada a obra, só sendo inaugurado o Hospital em 1979.
Sua instalação foi gradual, e só a partir de 1981 ficou com atuação plena.
A administração passou a ser feita pela Empresa Brasileira de Serviços Hospitalares (EBSERH), após assinatura de contrato com a Universidade Federal de Pernambuco, em 2013.

## Instalação
Com uma área construída de 64 mil m², divididos em sete blocos e dois anexos, o Hospital das Clínicas (HC) foi inaugurado no dia 14 de setembro de 1979 pelo Reitor Paulo Frederico do Rego Maciel. Porém sua história começa na década de 1950, no reitorado do Professor Joaquim Inácio de Almeida Amazonas, quando foi lançada a pedra fundamental. Durante quase 20 anos a obra do HC permaneceu paralisada, sendo reiniciada no fim da década de 1970, por iniciativa do Reitor Marcionilo de Barros Lins. O HC funcionava, então, nas instalações do Hospital Pedro II.
O HC da UFPE atende milhares de pessoas mensalmente, nas suas diversas especialidades,. É referência em várias especialidades e em procedimentos inovadores quanto a tecnologia, voltados para a melhor assistência ao paciente.